# 松坂城
松坂城（まつさかじょう）是日本的一座城堡。現在表記為松阪城。位於三重縣松阪市殿町。城池輪廓為梯郭式平山城。阪内川沿城池北沿流淌，成為天然的護城河。松板城在江戶時代初期是松坂藩的藩廳所在地。

## 遺構

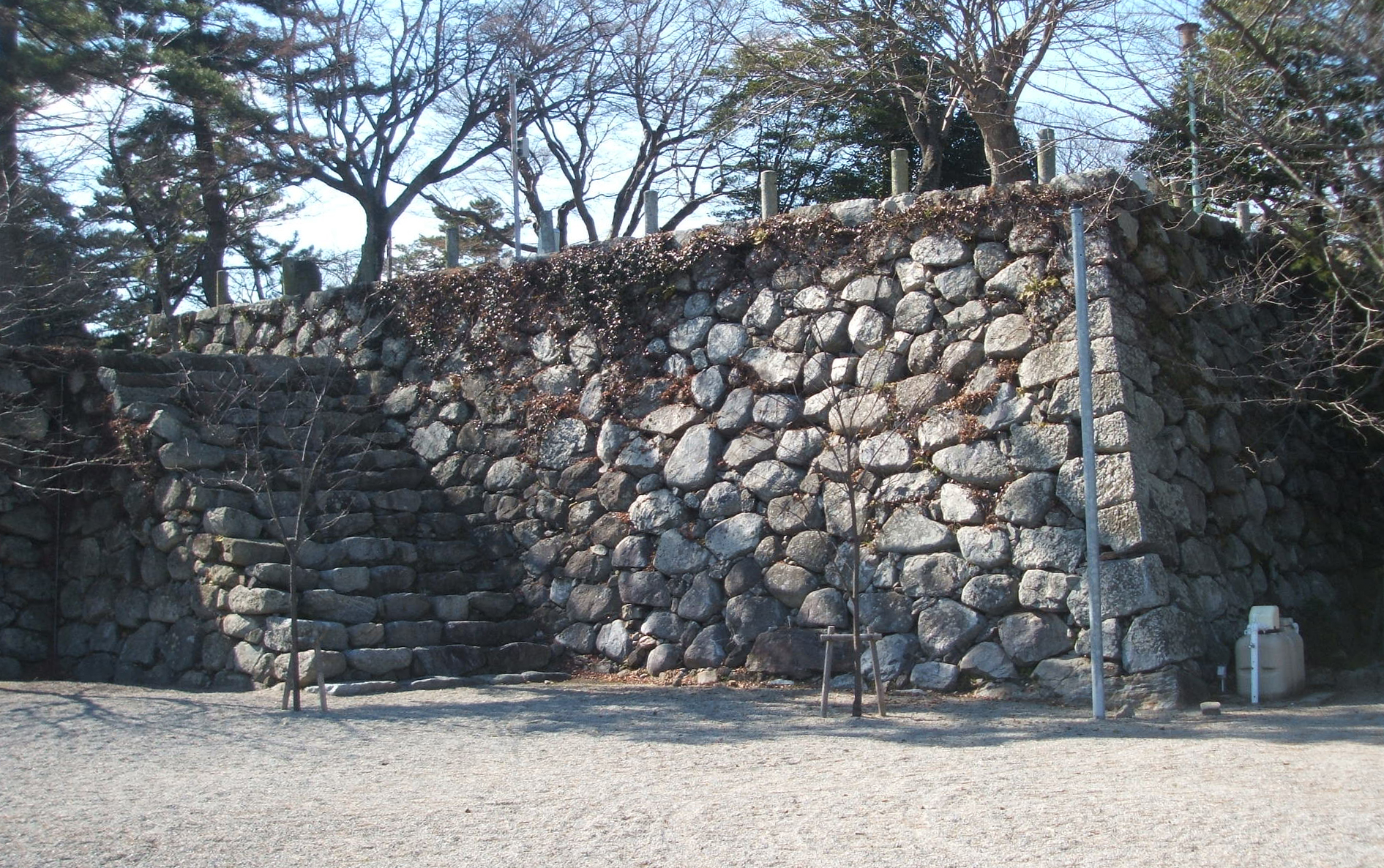
松坂城石垣